# Малая Боровица
Малая Боровица (укр. Мала Боровиця) — село в Белогорском районе Хмельницкой области Украины.
Население по переписи 2001 года составляло 302 человека. Почтовый индекс — 30210. Телефонный код — 3841. Занимает площадь 0,117 км². Код КОАТУУ — 6820385501.
В селе родился Герой Советского Союза Григорий Омельчук.

## Местный совет
30210, Хмельницкая обл., Белогорский р-н, с. Малая Боровица, ул. Омельчука, 26